# Покко Сильвестр Іванович
Сильвестр Іванович Покко (2 січня 1882, село Пруди Віленської губернії, тепер Ошмянського району Гродненської області, Республіка Білорусь — 10 грудня 1953, місто Харків) — український радянський діяч, голова Харківської губернської ЧК. Член Центральної Контрольної Комісії КП(б)У в листопаді 1920 — червні 1930 р. Член Центральної контрольної комісії ВКП(б) у грудні 1925 — червні 1930 р.

## Біографія
Народився 21 грудня 1881 (2 січня 1882) в селі Пруди Віленської губернії в селянській родині. Білорус з італійськими коренями. З 1891 року був пастухом, наймитував у заможних селян Віленської губернії. Навчався в сільській школі. У 1897—1902 роках — учень слюсаря кустарної приватної майстерні в містечку Налібоки Віленської губернії. З вересня по жовтень 1902 року — молотобоєць ковальської майстерні в Мінську.
З жовтня 1902 по 1904 рік працював робітником Дніпровського металургійного заводу села Кам'янське Катеринославської губернії в Україні. З 1903 по 1905 рік був членом Партії соціалістів-революціонерів (есерів).
У 1904 році служив у російській імператорській армії.
У листопаді 1904 — квітні 1905 року — молотобоєць Катеринославського машинобудівного заводу. У травні 1905 — вересні 1907 року — кур'єр технічної контори Суховецького в місті Катеринославі. Учасник революційних подій 1905—1907 років у Катеринославі.
Член РСДРП(б) з грудня 1905 року. Підпільна кличка — Генерал.
У 1907—1913 роках — молотобоєць, слюсар Брянського заводу міста Катеринослава. У 1911 році працював на марганцевому руднику в Нікополі. У 1911 році повернувся на Брянський завод, де працював слюсарем і ковалем до 1913 року.
У 1913 році заарештований поліцією, деякий час сидів під арештом у в'язниці Катеринослава.
У 1913—1915 роках — слюсар Ризької пробкової фабрики Гінзбурга, у 1915 році — слюсар Ризького заводу «Уніон» «Всеобщей компании электричества» (ВЭК), який у жовтні 1915 року евакуювали до міста Харкова.
У березні 1916 року заарештований у Харкові за революційну діяльність, засланий в жовтні 1916 року в Тургайську область (тепер — Казахстан).
У квітні 1917 року повернувся до Харкова, працював слюсарем заводу «Всеобщей компании электричества» (ВЭК) та головою лікарняної каси Харківського заводу «ВЕК».
З квітня 1917 року — голова Петинського районного комітету РСДРП(б) міста Харкова, член Харківської ради робітничих і солдатських депутатів, член Харківського комітету РСДРП(б) і скарбник Харківського комітету РСДРП(б) та газети «Донецкий пролетарий». З жовтня по грудень 1917 року був командиром загону Червоної гвардії Петинського району Харкова. Допомагав Артему евакуювати радянські установи Харкова в останні дні перед німецькою окупацією міста у квітні 1918 року. З квітня по червень 1918 року служив у Харківському пролетарському полку в складі 5-ї революційної армії РСЧА.
Ерде залишив яскравий опис Покка: «Сильвестру Івановичу в 1917 році було всього близько 35 років. Але… він здавався літньою людиною. Таке враження він справляв … завдяки своїй солідної зовнішності. Покка був широкий у кості, кремезний, з міцно посадженої на короткій шиї головою і великим, вилицюватим, добродушним обличчям».
З червня по грудень 1918 року працював у Саратові, обирався членом Саратовського губернського комітету РКП(б), був завідувачем відділу з боротьби із спекуляцією та членом колегії Саратовської губернської надзвичайної комісії (ЧК).
У грудні 1918 — січні 1919 року — голова Харківської губернської надзвичайної комісії (ЧК). З січня по березень 1919 року працював у Всеукраїнській надзвичайної комісії (ВУЧК). У березні — червні 1919 року — знову голова Харківської губернської надзвичайної комісії (ЧК).
У червні — вересні 1919 року — в Червоній армії, військовий комісар групи радянських військ Сумського напрямку. З вересня 1919 по січень 1920 лікувався в лікарні міста Саратова.
У січні — червні 1920 року — голова Харківського губернського Революційного трибуналу. З червня по вересень 1920 року — голова Петинського районного комітету КП(б)У і голова виконавчого комітету Петинської районної ради міста Харкова.
У вересні 1920 — жовтні 1923 року — голова (відповідальний секретар) Центральної Контрольної Комісії (ЦКК) КП(б)У. З жовтня 1923 року — член президії ЦКК КП(б)У. З грудня 1923 по травень 1924 року — член колегії і керуючий фінансової інспекції Народного комісаріату робітничо-селянської інспекції (РСІ) Української СРР.
У травні 1924 — серпні 1925 року — голова Волинської губернської контрольної комісії — робітничо-селянської інспекції та заступник голови виконавчого комітету Волинської губернської ради. У червні — серпні 1925 року — т.в.о. голови виконавчого комітету Волинської губернської ради.
У серпні 1925 — вересні 1927 року — голова Харківської губернської (окружної) контрольної комісії — робітничо-селянської інспекції.
З жовтня 1927 по листопад 1928 року — голова Дніпропетровської окружної контрольної комісії — робітничо-селянської інспекції. Член Президії ЦКК КП(б)У.
З грудня 1928 року — на господарській роботі. Працював з грудня 1928 по грудень 1931 року директором Бердянського заводу сільськогосподарського машинобудування. У грудні 1931 — грудні 1934 року — директор Миколаївського заводу сільськогосподарського машинобудування «Плуг і Молот». У грудні 1934 — квітні 1936 року — керуючий контори тресту Річсуднопостачзбут у Харкові. З травня 1936 року — заступник директора науково-дослідного інституту будівельних матеріалів у Харкові.
Був заарештований за часів сталінських репресій, провів декілька років в ув'язненні. Звільнений у 1940 році. Після звільнення працював ковалем в Киргизькій РСР. З 1944 до березня 1950 року — заступник директора науково-дослідного інституту будівельних матеріалів, начальник бюро винаходів Харківського заводу імені Дзержинського.
З березня 1950 року перебував на пенсії в місті Харкові, де й помер.